# Thilo Büsching
Thilo Büsching (* 1962 in Wolfenbüttel) ist ein deutscher Professor für Medienmanagement an der Fakultät für Wirtschaftswissenschaften der Technischen Hochschule Würzburg-Schweinfurt.

## Werdegang
Büsching studierte Volkswirtschaftslehre und Medienwissenschaften in Marburg, Canterbury und Hamburg. Er war Mitarbeiter der Landeszentralbank für die Freie und Hansestadt Hamburg, Mitglied in der Programmdirektion von Sat. 1-Sport und Geschäftsführer eines Radiosenders in Augsburg. Seit 2003 lehrt er im Studiengang Medienmanagement an der Technischen Hochschule Würzburg-Schweinfurt. Er wurde 1995 mit einer Arbeit über die Unabhängigkeit der Zinspolitik der Deutschen Bundesbank im Prozess der Deutschen Vereinigung promoviert.
2010 erhielt Büsching den Lehrpreis für besonders herausragende Lehre des Bayerischen Staatsministeriums für Wissenschaft und Kunst.

## Publikationen
- Unabhängigkeit und Zinspolitik der Deutschen Bundesbank im Prozess der deutschen Vereinigung (1989–1992), Europäische Hochschulschriften, Band 2023, P. Lang Bern und Berlin 1997, Univ. Hamburg 1995. ISBN 978-3-631-30671-0
- Mediengeschäftsmodelle der Zukunft, Nomos-Verlag Baden-Baden 2005, ISBN 978-3-8329-1550-6
- (zus. mit Gabriele Goderbauer-Marchner): Social Media-Content, UVK-UTB München 2015, ISBN 978-3-8252-4439-2
- (zus. mit Gabriele Goderbauer-Marchner): E-Publishing-Management, Springer-Gabler Wiesbaden 2016, ISBN 978-3-658-04109-0